# 劉宗厚
劉純（?—?），一作劉醇，字宗厚，吳陵人，元明間医学家。
劉完素的九世孙，累世替缨，明初徙居陝西咸寧，劉純博覽群書，工文辭，喜吟詠。其父劉叔淵受醫術名醫朱震亨。劉純初從父學，繼而師事同邑馮庭幹、許宗魯、邱克容等名醫，得眾家之長，深明醫理。曾奉旨以死囚做活體实验，令死囚吃泽漆、威灵仙、木通等毒物，提出“醫工亦非萬能。故爾病之愈否，半由病家，半由醫工矣。”之說。晚年定居于张掖。卒于明永乐中。著有《醫經小學》五卷、《傷寒治例》一卷、《雜病治例》一卷，又增補徐用誠《醫學折衷》，輯《玉機微義》五十卷，均刊刻於世。還著有《傷寒秘要》一卷，已佚。